# Li Xuanxu
Li Xuanxu (em chinês: 李玄旭; Zhuzhou, 5 de fevereiro de 1994) é uma nadadora chinesa que conquistou uma medalha de bronze nos Jogos Olímpicos de Londres de 2012, na prova dos 400 metros medley.